# 托马斯·赖斯
托马斯·赖斯（德語：Thomas Reis，1973年10月4日—）是一位德国前足球运动员及现任足球教练，自2019-20赛季起执教德国足球乙级联赛俱乐部波鸿，并率队于2020-21赛季成功升入德甲。

## 球员生涯
青年时期的赖斯曾先后效力于家乡俱乐部韦特海姆-埃切尔（FC Wertheim-Eichel）、斯图加特（1989-90赛季曾随U-17梯队进入德国锦标赛决赛，并在1比2不敌科隆的决赛中射入1球）以及和睦法兰克福。至1992-93赛季，他首次入选法兰克福的职业队阵容，并于1992年10月4日在对阵斯图加特（4比0）的比赛中，于第83分钟入替阿克塞尔·克鲁泽登场，首次亮相德甲。在此期间（1993－1995年），赖斯也代表德国21岁以下国家足球队征战国际赛事。然而，由于无法在法兰克福争取到稳固的主力位置，在三年内仅参加了16场德甲比赛后，他于1995年转投德乙俱乐部波鸿。
在鲁尔区的首个赛季，赖斯便跟随波鸿成功升入德甲，它在其中出场31次。接下来的赛季中，波鸿在德甲的名次跃升至第五，赖斯更是从未缺席过一场比赛。之后，俱乐部无法确立在积分榜上游的地位，并于1999年和2001年两度降级，而2000年和2002年则又立即重返德甲。随波鸿征战了又一年的德甲后，赖斯于2002-03赛季结束后离开俱乐部，前往南部地区联赛球队奥格斯堡。
在施瓦本地区，赖斯随队于联赛最后一轮错过了升级（积分榜第四），并在完成了27次出场及射入3球后转会至和睦特里尔，从而回到德乙。但在2004-05赛季，完赛后的特里尔仅排名德乙第15，以一个净胜球的劣势不敌科特布斯能量而不幸降级。
至2005-06赛季，赖斯又转投巴登-符腾堡足球高级联赛球队瓦德霍夫曼海姆，但在当地仅完成了4次出场及射入1球。

## 教练生涯
从2009年2月到2012年2月，赖斯在波鸿的青训部门工作，最初是担任球探，其后又担任教练和青训部门负责人的助理。从2012年2月至2013年4月9日，他改在卡斯滕·奈策尔手下担任波鸿职业队的助理教练。而继执教U-19梯队和2014年1月接掌波鸿二队教鞭之后，赖斯自2015年1月起再度担任一线队助理教练。2015年3月30日，赖斯成为了获德国足协颁授足球教练执照的24名教练员之一。
2019年9月6日，赖斯接替罗宾·杜特出任波鸿一线队的新主教练，当时球队于五轮比赛后仅积2分排在德乙积分榜的倒数第二位。2021年2月，波鸿提前将与赖斯的合同延长至2023年，因为他在运动成绩上取得了持续的成功。在2020-21赛季，赖斯率波鸿夺得德乙联赛冠军，使俱乐部时隔11年后重返德甲。